# ゼビオホールディングス
ゼビオホールディングス株式会社（英: XEBIO Holdings Co., Ltd.）は、福島県郡山市に本社を置き、スポーツ小売事業を中心に展開する日本の企業。『スーパースポーツゼビオ』、『ヴィクトリア』、『ゴルフパートナー』などのスポーツ用品店を全国に展開する。

## 概要
企業スローガンは「こころ動かすスポーツ。」。
創業者である諸橋廷蔵がいわき市に創業した紳士服店を淵源とする。業務改編を図るなかで、郊外立地型のスポーツ用品店として店舗数を拡大、2000年代には同業他社を買収するなどして販売網をさらに広げ、業界大手へと成長した。
2015年10月1日に純粋持株会社体制へ移行し、「ゼビオ株式会社」から商号を「ゼビオホールディングス株式会社」に変更した。スポーツ用品等小売事業は新会社のゼビオ株式会社が吸収分割により承継している。
近年は、アジアリーグアイスホッケー・東北フリーブレイズの設立や、ゼビオアリーナ仙台・フラット八戸といった多目的アリーナの開設、Jリーグ・東京ヴェルディの買収など、スポーツ振興事業にも積極的に取り組んでいる。

## 沿革
出典 有価証券報告書
- 1962年（昭和37年）8月 - いわき市出身の諸橋廷蔵がいわき市で紳士服店を創業。
- 1973年（昭和48年）7月5日 - 株式会社サンスーツ設立[1]。
- 1979年（昭和54年）8月 - 本社を郡山市に移転し、社名を株式会社サンスーツから株式会社サンキョウに変更[広報 2]。
- 1979年（昭和54年）11月 - 福島市の旧長崎屋ビルにファッション＆スポーツをテーマとした当社初の大型店を出店。
- 1980年（昭和55年）3月 - 株式会社岩手サンキョウ、第一繊維株式会社（郡山市）、第一繊維株式会社（新潟市）の3社を吸収合併。
- 1986年（昭和61年）8月 - 株式会社サンキョウ（郡山市）が、株式会社サンキョウ（いわき市。旧法人）を吸収合併。
- 1987年（昭和62年）11月19日 - 社名をゼビオ株式会社に変更[1]。それまで個別展開していた店舗を、紳士服店（サンキョウ）は「ゼビオメンズ（XEBIO MENS）」、スポーツ店（トップスポーツ）は「ゼビオスポーツ（XEBIO SPORTS）」、カジュアル衣料店（エブリディ・メンズキャパ）を「ゼビー（XEBY）」のブランドに統一する。
- 1988年（昭和63年）4月 - JASDAQにて株式を店頭公開[広報 2]。社団法人日本証券業協会東京地区協会に店頭登録。福島県郡山市朝日三丁目7番35号に新本社屋を竣工。
- 1990年（平成2年）5月 - 東京証券取引所第2部上場[1]。福島県郡山市朝日三丁目7番35号に新本社屋を竣工し、同所に本店を移転。
- 1990年（平成2年）7月 - 当社初の郊外型ゴルフ専門店「ゼビオスポーツ勝田店」を茨城県勝田市（現・ひたちなか市）に出店。
- 1991年（平成3年）4月 - 株式会社磐梯リゾートホテル（現・清稜山株式会社）の株式を100％取得、子会社化。
- 1992年（平成4年）12月 - 郊外型大型スポーツ店「スーパースポーツゼビオ」の1号店として仙台泉中央店を開店[1]。
- 1995年（平成7年）9月 - 東京証券取引所第1部上場[1]。
- 2002年（平成14年）3月 - 「ゼビー」ブランドを「ゼビオスポーツ」ブランドに統合[広報 2]。
- 2005年（平成17年）
  - 4月 - スポーツ用品店「ヴィクトリア」などを展開する株式会社ヴィクトリアの全株式を取得し、完全子会社化[広報 2]。
  - 9月 - 紳士服部門およびメディア事業を、株式会社アオキインターナショナル（現：AOKIホールディングス）とその子会社・株式会社ヴァリック（現：快活フロンティア）へ、それぞれ営業譲渡。
- 2008年（平成20年）9月 - ゴルフ用品店「ゴルフパートナー」を展開する株式会社ゴルフパートナーの子会社化を目指してTOBを実施。10月に成立し、株式95.47%を取得・連結子会社化。
- 2009年（平成21年）4月 - 株式会社ゴルフパートナーを株式交換により完全子会社化。
- 2010年（平成22年）10月 - Jリーグ・東京ヴェルディと複数年の包括メインスポンサー契約の締結を発表。11月からはユニホームの胸スポンサーとなった。
- 2012年（平成24年）
  - 4月 - 日本バスケットボール協会とのエグゼクティブパートナー契約を締結。
  - 6月 - 海外1号店「スーパースポーツゼビオ上海浦東店」を中国上海市にオープン[広報 2]。
- 2013年（平成25年）
  - 3月 - 海外2号店「スーパースポーツゼビオ乙支路店」を韓国ソウル市にオープン[広報 2]。
  - 12月 - ゼビオが新たに設立した株式会社ネクサスがタケダスポーツの全事業を取得[広報 2]。後に、ネクサスの株式はすべて株式会社ヴィクトリアに譲渡。
- 2015年（平成27年）
  - 4月 - 日本フットサル連盟・日本フットサルリーグと包括的協賛「エグゼクティブパートナー契約」を締結[広報 3]。これによりFリーグのタイトル協賛に就任し、「SuperSports XEBIO Fリーグ」の名称を採用する。
  - 10月 - ゼビオ株式会社が、商号をゼビオホールディングス株式会社に変更し、持株会社へ移行。スポーツ用品等小売事業は新会社のゼビオ株式会社へ吸収分割により承継。
- 2017年（平成29年）
  - 5月1日 - ゼビオホールディングスが、ヴィクトリアから株式をすべて取得した上でネクサスを吸収合併。ただし、ネクサスの店舗運営事業は、ヴィクトリアが吸収分割により承継し、ヴィクトリアの社内カンパニーとして設置された、ネクサスカンパニーの事業とした。
- 2018年（平成30年）
  - 4月 - 民事再生手続中の雑貨店チェーンを運営する株式会社パステルの民事再生スポンサーとなる[広報 4]。
  - 10月 - パステルの100%減資を実施し、第三者割当増資を行った上で、パステルを100%子会社とする[広報 4]。
- 2020年（令和2年）
  - 4月 - 子会社のクロススポーツマーケティングによるアイスリンクをメインにした「フラット八戸」が八戸駅西口に開業[5][6]。
  - 12月25日　- Jリーグ・東京ヴェルディの運営会社である東京ヴェルディ株式会社を連結子会社化[7]。
- 2021年（令和3年）
  - 10月1日 - 株式会社パステルを吸収合併。
- 2023年（令和5年）
  - 3月28日 - 栃木県宇都宮市と連携協定を提携締結し、今後中核子会社ゼビオの本社を宇都宮市に移転すると公表[広報 5]。

## スポーツ小売事業

### スーパースポーツゼビオ

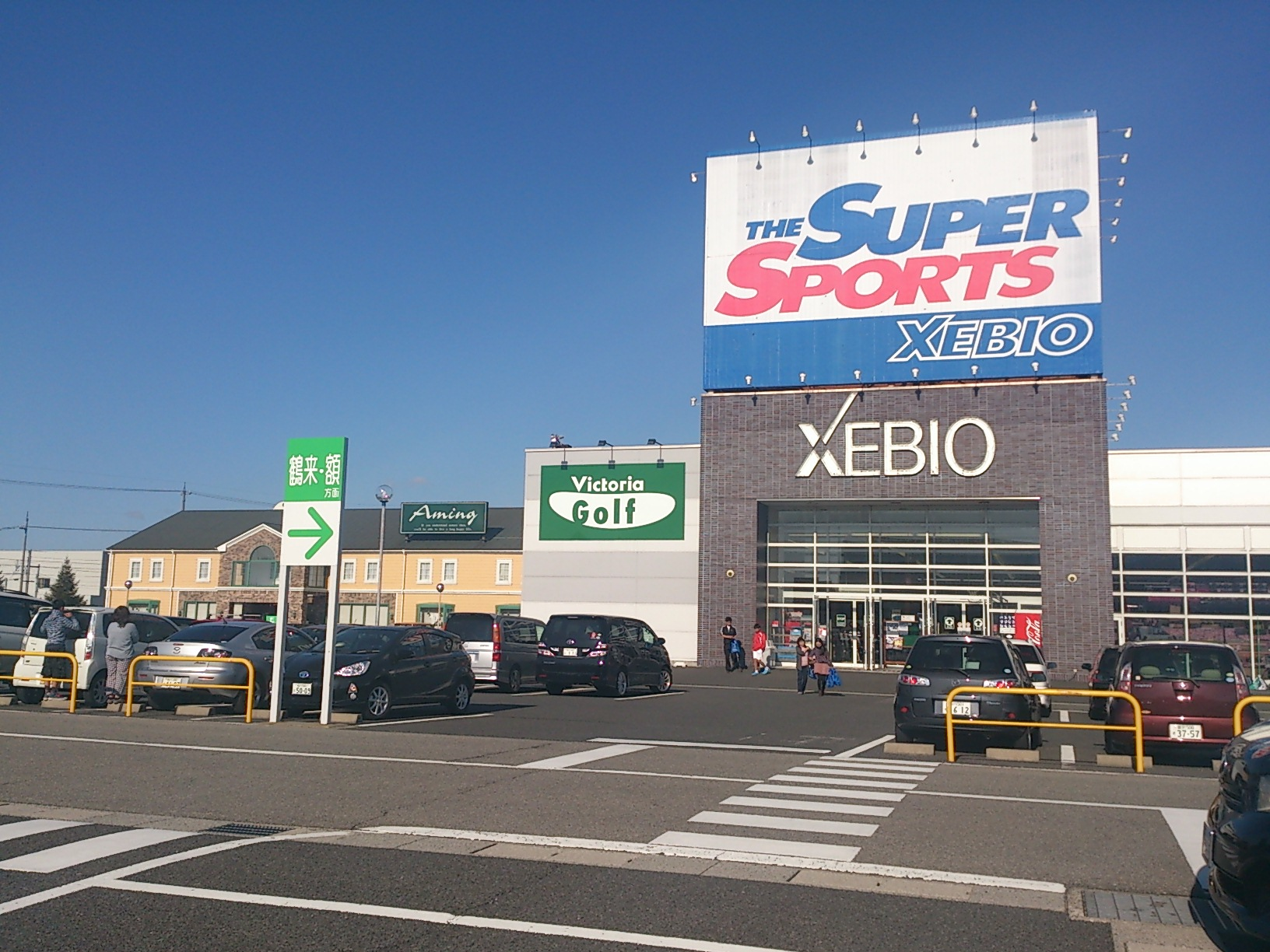
スーパースポーツゼビオ フェアモール松任店

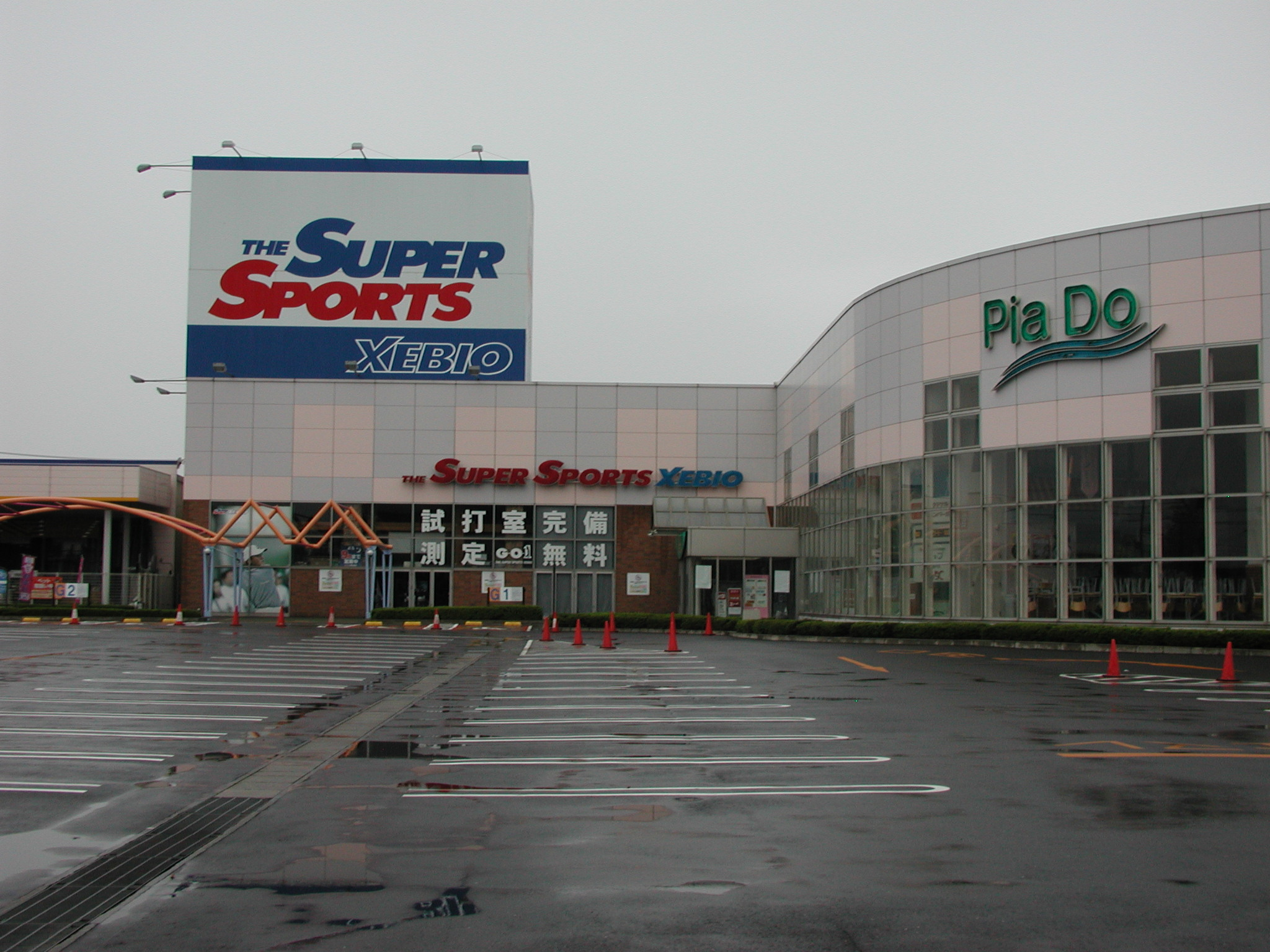
スーパースポーツゼビオ ピアドゥ八戸店

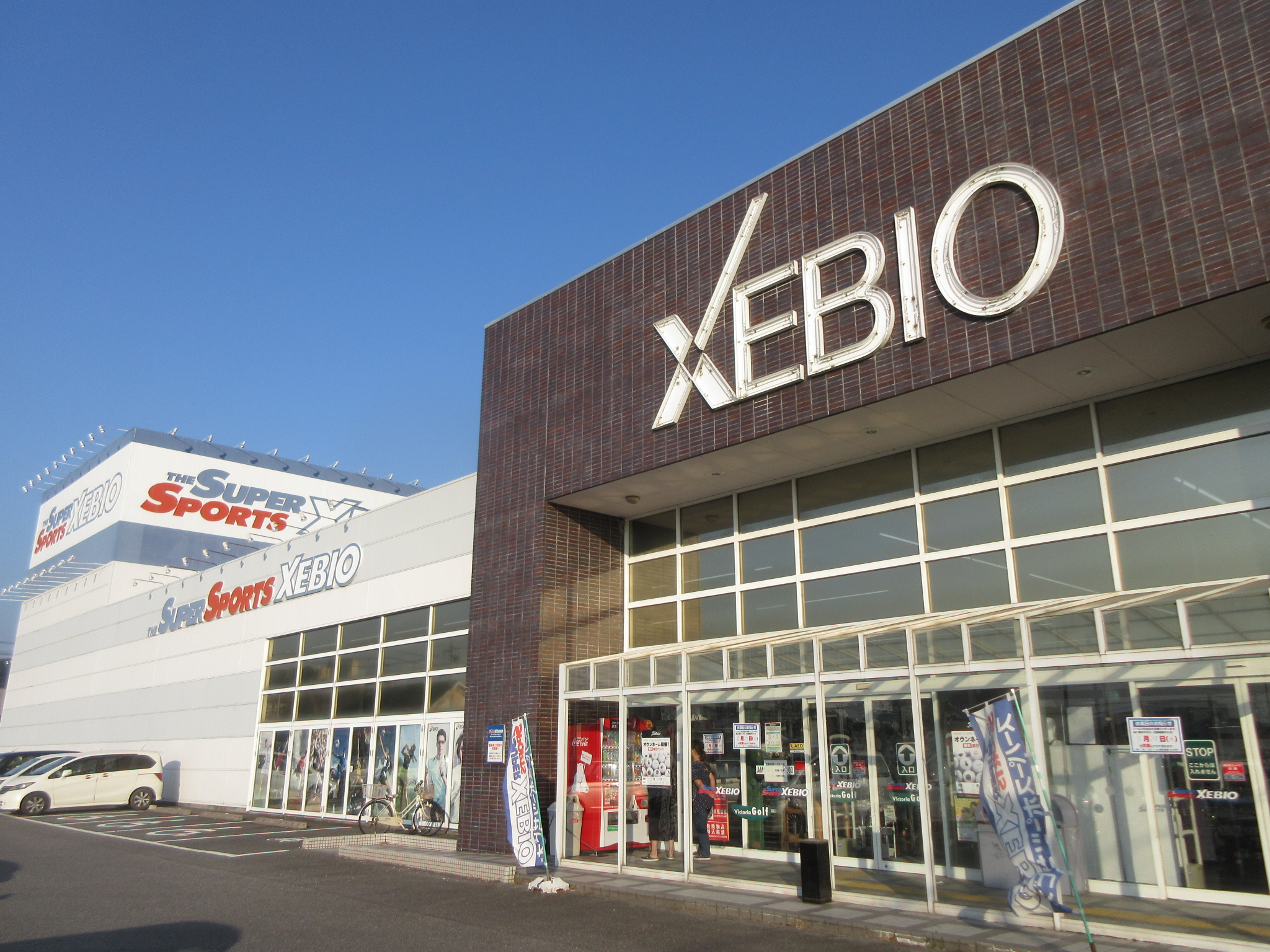
スーパースポーツゼビオ 岡崎インター店

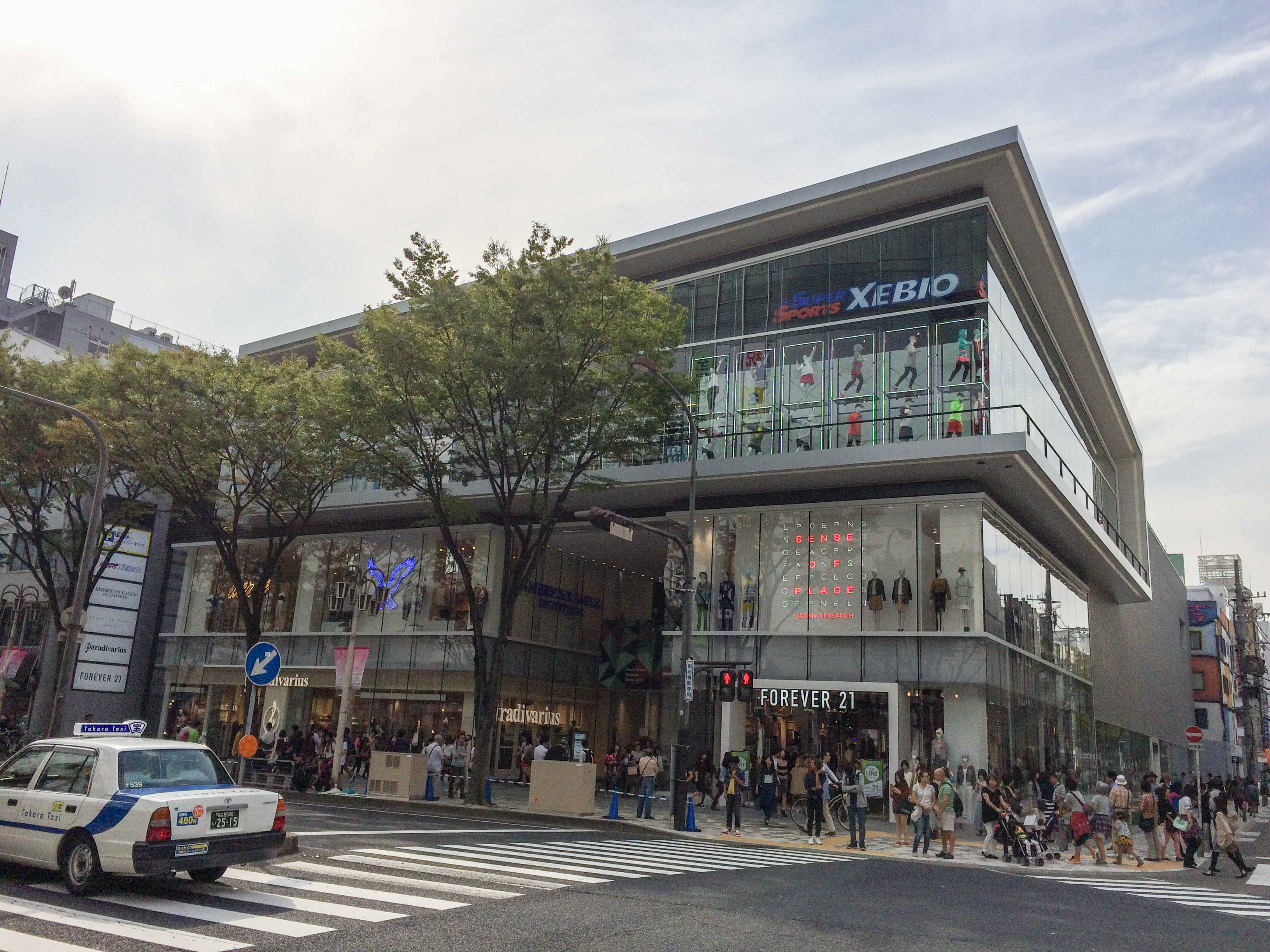
スーパースポーツゼビオ 名古屋ゼロゲート店

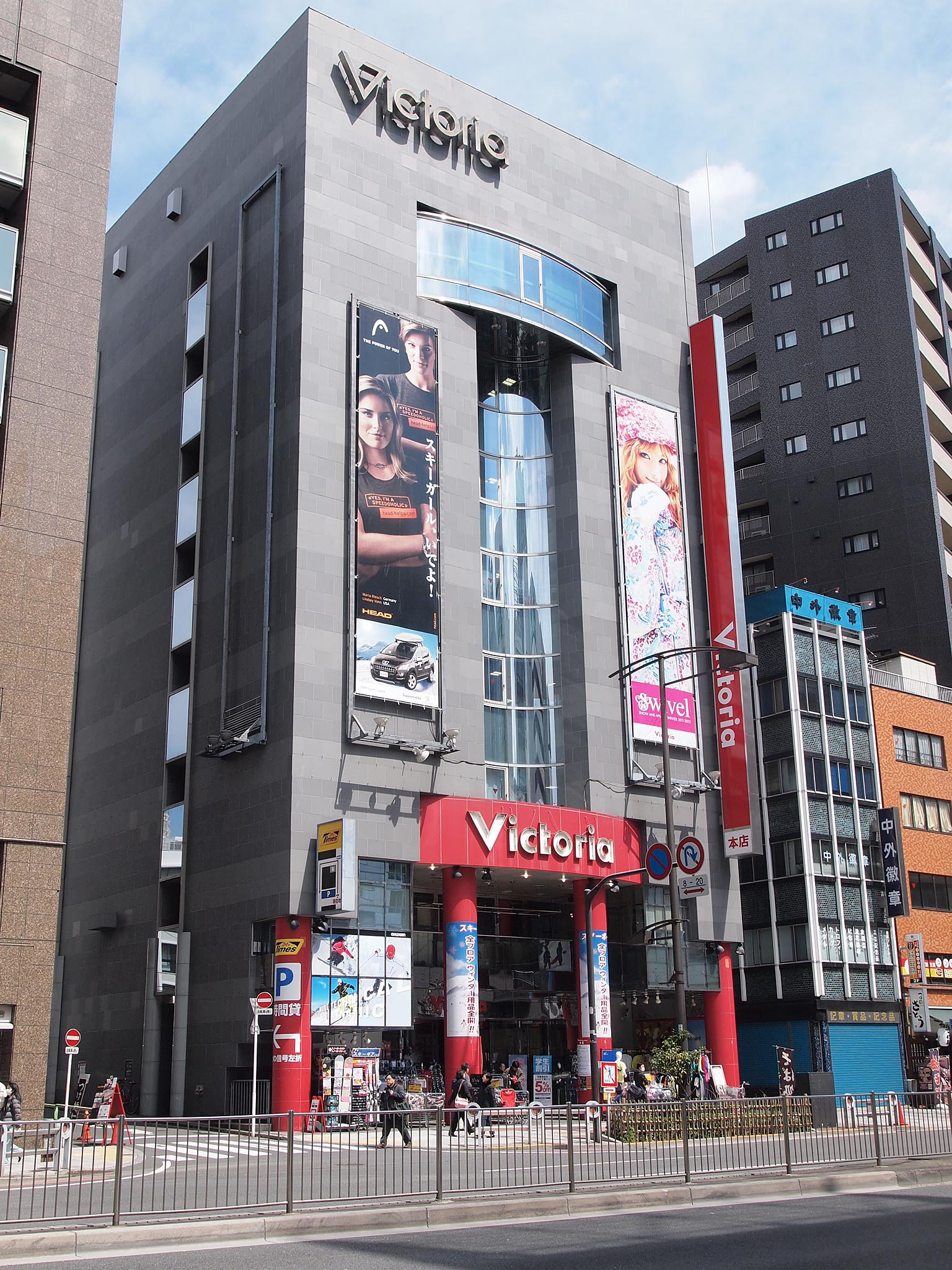
ヴィクトリア御茶ノ水本店（千代田区、ヴィクトリア本店時代）

大型総合スポーツ専門店。1,000坪クラスの店舗を中心に北海道から沖縄まで全国に約130店舗を展開しているが、山梨県・鳥取県には未出店となっている。

### ゼビオスポーツエクスプレス
駅ナカや駅周辺を中心に展開する中小型スポーツ用品専門店。約300坪程度の小型店舗で郊外型店舗にはない利便性を活かした商品を、中心に扱う。

### ヴィクトリア
1972年に荻野勝朗らによって創業。元々は、現在の親会社ゼビオスポーツと同様に全国へ店舗展開をしていた同業の競合企業であったが、2005年に買収され完全子会社化された。子会社後は、東京神田神保町を始めとした高層ビルディング等の都市型スポーツ専門店に特化し、全国展開は、ヴィクトリアゴルフのみに縮小された。

### ヴィクトリアゴルフ
子会社である株式会社ヴィクトリアが展開するゴルフ用品専門店。

### ネクサス
地域密着型中小型スポーツ専門店。2014年4月、東北地区の「ゼビオスポーツ」業態の6店舗を、株式会社ヴィクトリアの子会社である株式会社ネクサスへ事業譲渡し「NEXAS by Takeda Sports」として新たに展開。2017年5月以降は、吸収分割により、ヴィクトリアの社内カンパニーである、ネクサスカンパニーの運営に変更。同時に、株式会社ネクサスは、ゼビオホールディングスが吸収合併（先立って、ヴィクトリアが保有する株式をゼビオホールディングスがすべて取得）し、消滅。

### タケダスポーツ
ヴィクトリア子会社（設立当時の親会社であった旧ゼビオから株式を譲受）であった株式会社ネクサスが、旧タケダスポーツの事業を取得し、東北4県を中心に展開していたスポーツ用品専門店。ネクサスの店舗と同様、2017年5月以降は、吸収分割により、ヴィクトリアの社内カンパニーである、ネクサスカンパニーの運営に変更。

### エルブレス
子会社である株式会社ヴィクトリアが展開するアウトドア用品専門店。

### ゴルフパートナー
子会社である株式会社ゴルフパートナーが展開するゴルフ総合ショップ。中古ゴルフクラブの販売で業界最大手。

### next
世界38ヵ国724店舗を展開するイギリス最大級のSPAブランドであるnext社と提携し、全国に13店舗を展開。

## ブランド

### プライベートブランド
- X'tyle - カジュアルスポーツウェア。
- XERES - スポーツ用品全般に渡って展開。アルペンでいうIGNIOに相当する。
- CSB - スノーボード（廉価版）
- HEAT-X（ヒートクロス） - ゼビオ独自に開発した吸湿発熱素材。
- Next （ネクスト）- イギリスのファッションブランド

### 輸入独占販売ブランド
- SIMS スノーボード -　スノーボード老舗ブランド。日本ではゼビオが独占販売権を持つ。

## グループ会社
太字は中核子会社。

### スポーツリテール部門
- ゼビオ株式会社[広報 6]
- 株式会社ヴィクトリア[広報 7]
  - 株式会社ネクサス - タケダスポーツ及びその後開始したネクサスの店舗を運営。2017年5月にゼビオホールディングスに吸収合併され解散。事業は、吸収分割により、ヴィクトリアが承継し、消滅（同社ネクサスカンパニーの事業とした）。
- 株式会社ゴルフパートナー

### インターネットビジネス部門
- ゼビオコミュニケーションネットワークス株式会社

### マーケティング部門
- クロススポーツマーケティング株式会社[広報 8]

### R&D部門
- クロステックスポーツ株式会社

### その他
- ゼビオコーポレート株式会社[広報 9]
- ゼビオカード株式会社
- ゼビオナビゲーターズネットワーク株式会社
- クロスアライアンス株式会社（清稜山倶楽部等の運営）
- 株式会社パステル（バラエティショップ「パステル」等の運営。2021年10月にゼビオへ吸収合併され解散。以降はゼビオ パステルカンパニーが運営）
- 東北アイスホッケークラブ株式会社（東北フリーブレイズの運営会社）
- 東京ヴェルディ株式会社（サッカー・J1リーグ）

### 海外子会社
- 賽標(成都)体育用品有限公司
- 賽標(中国)体育用品有限公司
- 株式会社ゼビオコリア
- Leonian Singapore PTE.LTD.

## ゼビオアリーナ仙台

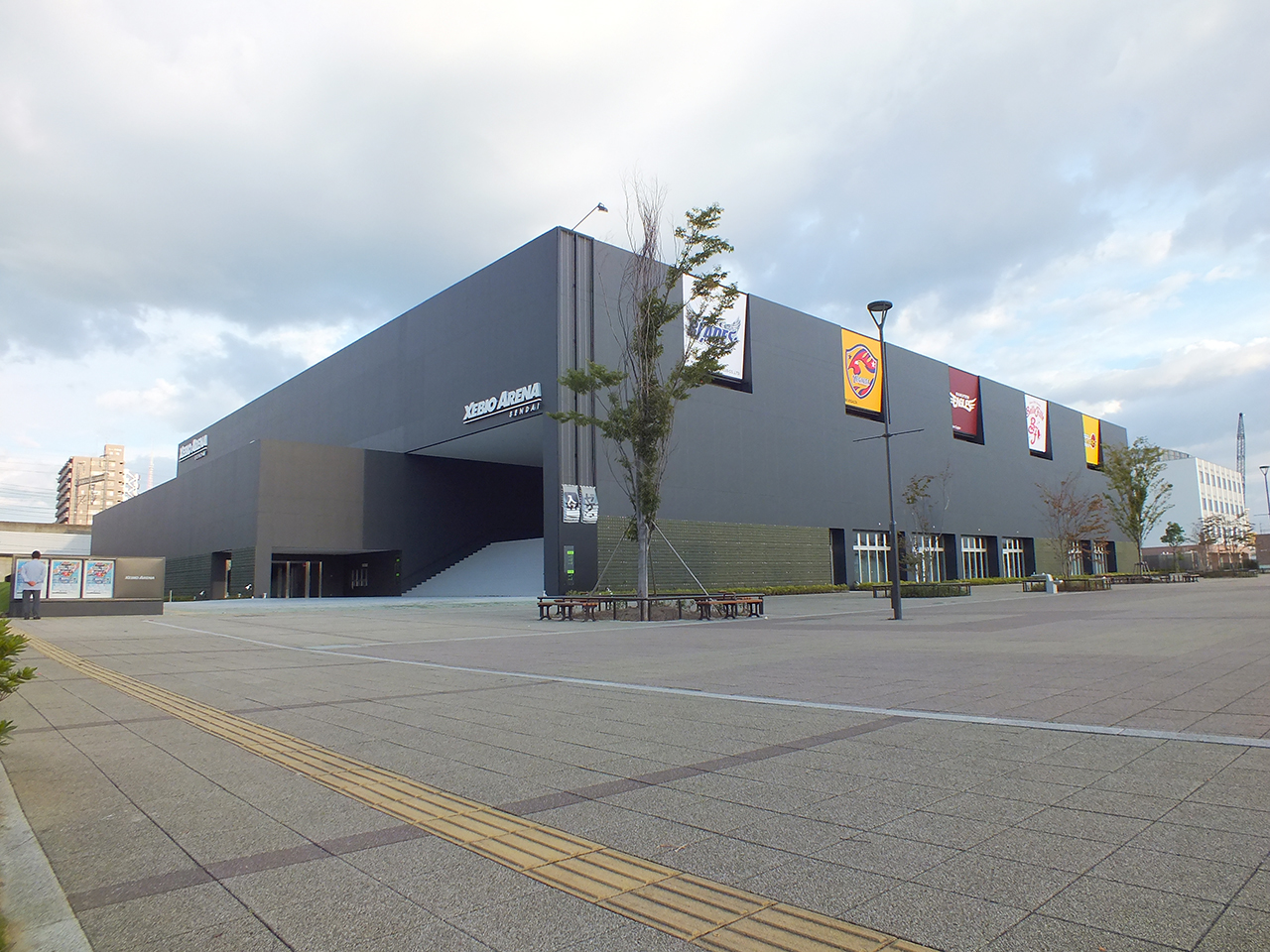
ゼビオアリーナ仙台

ゼビオアリーナ仙台は、宮城県仙台市太白区の再開発地区「あすと長町」に整備された同社が運営する大型複合スポーツ施設である。2012年（平成24年）10月5日に開業し、プロバスケットボール・仙台89ERSのゲームや、大学等の入学式、ライブで使われる。
毎年、4月に行われる東北大学の入学式も、同アリーナで行われる。
2018年には、元SMAPのメンバーで、現在新しい地図のメンバーである、香取慎吾、草彅剛、稲垣吾郎、がファンミーティングコンサートNakama to meeting vol1を行った。

## フラット八戸

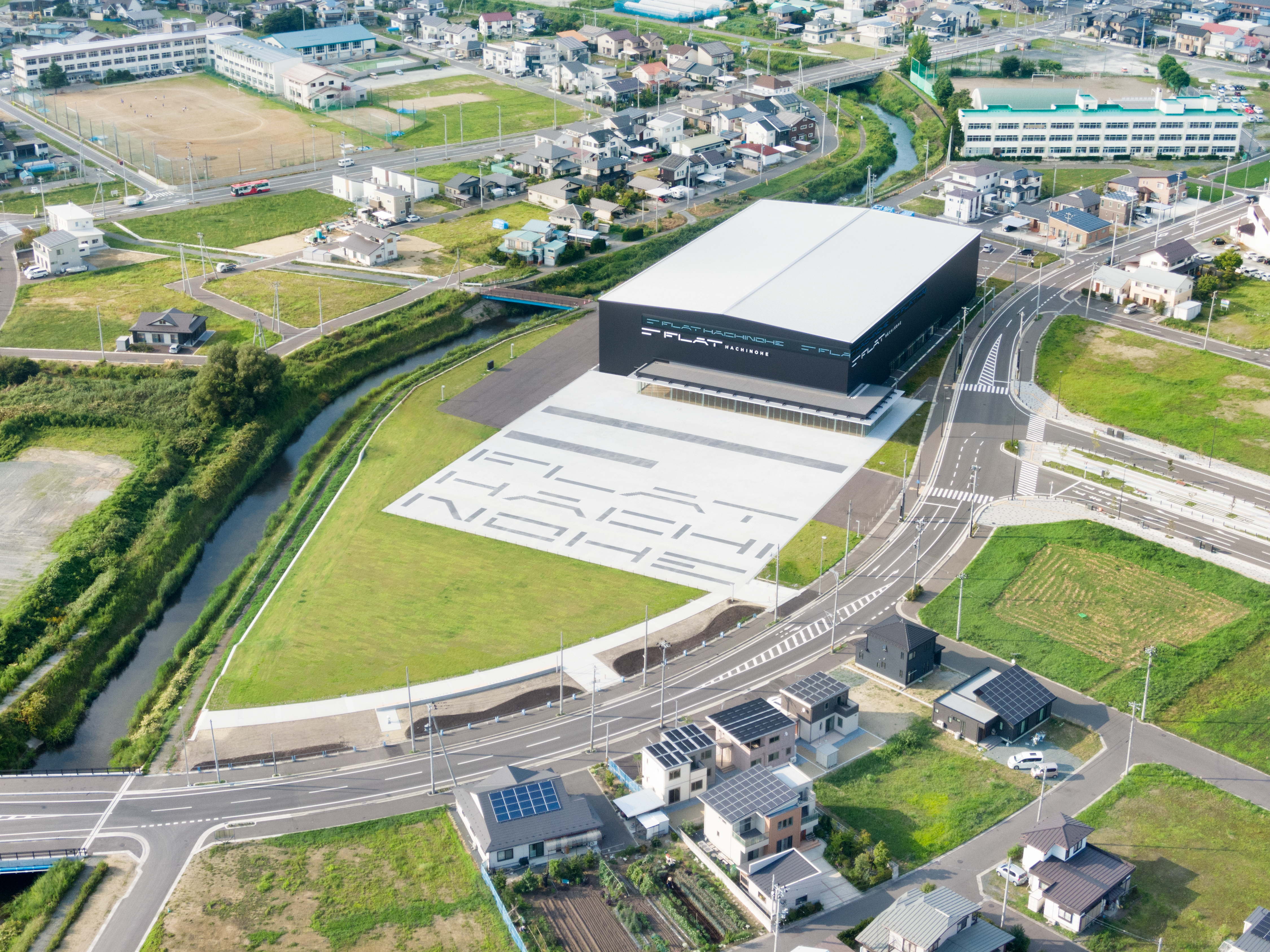
フラット八戸

フラット八戸は、青森県八戸市に整備された多目的アリーナ。同社の子会社であるクロススポーツマーケティングと八戸市との公民連携によって建設され、2020年4月に開業した。アジアリーグアイスホッケーに所属する東北フリーブレイズがホームアリーナとして使用している。

## 売却した事業
- IT事業子会社であったプラスタス（現・SBIシステムズ）は2006年5月に売却。
- 創業以来手がけてきた紳士服量販店業態「ゼビオメンズ」とメディア事業（インターネットカフェなど）を、2005年9月1日をもってアオキインターナショナル（現：AOKIホールディングス）に売却した。

## 提供番組
- 現在
  - CROSSOVER ～こころを動かすスポーツ～（BSフジ、2020年4月4日放送開始、一社提供）
- 過去
  - SPORTS X（BS朝日、一社提供）
  - Challenge Spirits ～スポーツの未来を考える～（BSテレビ東京、一社提供）
  - ゴルフしようよ!宮里道場Premium〜ゲームの決断〜（BSテレビ東京、一社提供）
  - スーパーフライデー オールジャパンベスト20 - かつて、ヴィクトリアがスポンサーだったラジオ番組

## 本社機能移転計画
- 2014年9月22日付新聞記事にて、福島県郡山市に置く本社の機能を栃木県宇都宮市内に全面移転する記事が掲載される。候補地としてJR宇都宮駅西口の日清製粉の工場跡地を取得。宇都宮市が進める次世代型路面電車（LRT）計画（後の宇都宮ライトレール）をゼビオの拠点構築の好材料ととらえJRの駅の東西をつなぐLRT拠点などとして提案する。取得したのは宇都宮市今泉の土地約1万平方メートル。駅西口から徒歩2分程度と交通の便がよく、一定規模の商業施設にも使える面積を確保した。
- 2023年3月28日、ゼビオホールディングスは栃木県宇都宮市と連携協定締結し、中核子会社でスーパースポーツゼビオを運営するゼビオの本社機能を宇都宮市に移転すると公表[広報 5]。ゼビオ本社の移転場所や移転時期は今後協議していく。持株会社であるゼビオホールディングスの本社は、従来どおり郡山市のままとなる[8]。
- 2024年11月、本社移転先の有力候補として、2019年に閉店した宇都宮パルコ跡の空きビルが浮上していることが明らかになった。市内中心部の活性化を望む市側の要望に応える形となる[9]。
- 2025年1月、旧宇都宮パルコのビルを取得し、ゼビオの本社を移転させることを正式発表した[10]。

#### 広報資料・プレスリリースなど一次資料
1. ↑  『純粋持株会社体制への移行』（プレスリリース）ゼビオホールディングス株式会社、2015年10月1日。2015年12月16日閲覧。
2. 1 2 3 4 5 6 7  “ゼビオヒストリー(沿革)”.   ゼビオホールディングス株式会社. 2018年9月2日閲覧。
3. ↑  ゼビオグループと エグゼクティブパートナー契約を締結
4. 1 2  株式会社パステルおよび株式会社鶴和の事業再生支援に関するスポンサー契約書締結のお知らせ ゼビオホールディングス 2018年4月20日
5. 1 2  栃木県宇都宮市との連携協定を締結 ゼビオホールディングス株式会社 2023年3月28日
6. ↑  ゼビオ株式会社 ホームページ
7. ↑  株式会社ヴィクトリア ホームページ
8. ↑  クロススポーツマーケティング株式会社 ホームページ
9. ↑  ゼビオコーポレート株式会社 ホームページ